# Cynanthus forficatus
Cynanthus forficatus là một loài chim trong họ Trochilidae.